# Windschursee
Der Windschursee (auch Windschnursee) ist ein See in der Gemeinde Bad Gastein im österreichischen Bundesland Salzburg.

## Geografie
Der Windschursee liegt auf einer Höhe von 2215 m ü. A. Er befindet sich in der Katastralgemeinde Remsach der Gemeinde Bad Gastein und im Nationalpark Hohe Tauern. Die umstehenden Berge sind der Graukogel (2492 m ü. A.) im Nordwesten, der Windschurriegel (2186 m ü. A.) im Nordosten und der Palfner Seekogel (2529 m ü. A.) im Süden. Der klare und blaugrüne Gebirgssee hat eine annähernd dreieckige Form. Er erstreckt sich über eine Fläche von 0,55 ha. Er weist eine Länge von 120 m, eine Breite von 90 m und einen Umfang von 360 m auf. Das Gewässer ist seicht und hat flache Uferzonen.
Zwei kleine, nur zeitweise Wasser führende Rinnsale speisen den Windschursee von Westen her. Ein Abfluss im Osten versiegt in Blockhalden. Der See liegt im Einzugsgebiet des Kötschachbachs. Weitere Gebirgsseen in dessen Einzugsgebiet sind der Obere und der Untere Bärmoossee, der Gamskarlsee, der Kühkarsee, der Reedsee und der Tischlerkarsee.
Der beim Windschursee vorbei führende Dr.-Hermann-Greinwald-Weg ist ein Wanderweg von Kötschachtal auf die Palfner Scharte. Er ist nach dem Bad Gasteiner Arzt Hermann Greinwald benannt, der den Verein der Freunde des Gasteiner Museums mitbegründete.

## Ökologie
Der Windschursee ist ein oligotrophes (nährstoffarmes) Gewässer. Ihm wird ein sehr großer ökologischer Wert beigemessen. Der See ist zum Teil dicht mit Wassermoosen bewachsen. Er ist von alpinem Rasen umgeben. Auf einer Anhöhe nördlich des Windschursees findet sich das höchste Lärchen-Vorkommen in der Gegend.